# Almonacid de Toledo
Almonacid de Toledo és un municipi de la província de Toledo a la comunitat autònoma de Castella-La Manxa. Limita amb Toledo, Aranjuez, Yepes, Villasequilla, Mascaraque, Villaminaya, i Nambroca.

## Demografia
| 1996 | 1998 | 1999 | 2000 | 2001 | 2002 | 2003 | 2004 | 2005 | 2006 |
| ---- | ---- | ---- | ---- | ---- | ---- | ---- | ---- | ---- | ---- |
| 786  | 785  | 795  | 797  | 801  | 806  | 793  | 824  | 796  | 813  |

## Història
En diverses ocasions Almonacid de Toledo passaria d'unes mans a unes altres. En 1086, el rei Alfons VI va donar aquesta vila a l'església de Toledo. Un segle més tard, en 1132, Alfons VII la donaría al Comte Ponç de Cabrera. En el 1176, Alfons VIII, l'hi donaria a l'Orde de Calatrava.
En la guerra de la Independència, seria famosa per la batalla d'Almonacid, en la qual el Mariscal Sebastiani, reforçat amb l'arribada del rei Josep, va aconseguir que les tropes espanyoles es retiressin cap al Guadiana. En la batalla van perir prop de 4.000 espanyols i 2.000 francesos. A l'Arc de Triomf de París apareix el nom d'Almonacid com a record d'aquesta victòria.

## Administració
| Període      | Nom de l'alcalde/-essa | Partit polític | Data de possessió |
| ------------ | ---------------------- | -------------- | ----------------- |
| 1979 - 1983  | Eusebio Segovia Martín | UCD            | 19/04/1979        |
| 1983 - 1987  | Eusebio Segovia Martín | AP/PDP/UL      | 28/05/1983        |
| 1987 - 1991  | Eusebio Segovia Martín | PP             | 30/06/1987        |
| 1991 - 1995  | Eusebio Segovia Martín | PP             | 15/06/1991        |
| 1995 - 1999  | Eusebio Segovia Martín | PP             | 17/06/1995        |
| 1999 - 2003  | Eusebio Segovia Martín | PP             | 03/07/1999        |
| 2003 - 2007  | José Martín Fernández  | PP             | 14/06/2003        |
| 2007 - 2011  | José Martín Fernández  | PP             | 16/06/2007        |
| 2011 - 2015  | n/d                    | n/d            | 11/06/2011        |
| 2015 - 2019  | n/d                    | n/d            | 13/06/2015        |
| 2019 - 2023  | n/d                    | n/d            | 15/06/2019        |
| Des del 2023 | n/d                    | n/d            | 17/06/2023        |